# المفقودون التسعة
المفقودون التسعة (هانغل: 미씽나인؛ الرومنة الكورية المنقحة: Missing Nain؛ الإنجليزي: Missing Nine) هو مسلسل تلفزيوني من صنع كوريا الجنوبية وببطولة جونغ كيونغ-هو وبايك جين-هي وبارك تشانيول.المسلسل مرّ خلال العديد من التغييرات النصية وتتغير الممثلين. سيتم بث المسلسل على قناة إم بي سي كل يومي أربعاء وخميس في الساعة 22:00 (توقيت كوريا الجنوبية) ابتداء من 18 يناير 2017.

## الحبكة
قصة تحطم طائرة غير متوقع يؤدي إلى انتشار حالة من الذعر في كوريا الجنوبية بسبب اختفاء تسعة أشخاص من بينهم بعض الشخصيات المؤثرة في صناعة الترفيه.

## الشخصيات

### الشخصيات الرئيسية
- جونغ كيونغ-هو بدور سو جون-هو[10]
- بيك جين-هي بدور را بونغ-هي[11]

## الإنتاج
أول جلسة قراءة نص جرت في 14 أكتوبر 2016 في محطة الإذاعة ام بي سي في سانغام، سول، كوريا الجنوبية.

## البث
منصة الهواتف المحمولة CONKET سوف تبث موقع التصوير المسلسل، ويمكن للجماهير شراء التذاكر ليكونوا قادرين على مشاهدة البث الحي. النقل الأول من المقرر أن يتم بثه في 12 يناير 2016. 

## روابط خارجية
- المفقودين التسعة على موقع IMDb (الإنجليزية)
- المفقودين التسعة على موقع كينوبويسك (الروسية)
- المفقودين التسعة على موقع قاعدة بيانات الفيلم (الإنجليزية)